# Guillaume Bastille
Guillaume Bastille (Rivière-du-Loup, 21 luglio 1985) è un pattinatore di short track canadese.

## Palmarès

### Olimpiadi
- 1 medaglia:
  - 1 oro (staffetta 5000 m a Vancouver 2010).

### Mondiali
- 1 medaglia:
  - 1 oro (staffetta 5000 m a Shanghai 2012).

### Mondiali a squadre
- 1 medaglia:
  - 1 argento (Bormio 2010).

### Universiadi invernali
- 2 medaglie:
  - 1 argento (staffetta a Trentino 2013);
  - 1 bronzo (1000 m a Trentino 2013).

### Coppa del Mondo
- Miglior piazzamento nella Coppa del Mondo dei 1500 m: 4º nel 2011.
- Miglior piazzamento nella Coppa del Mondo dei 500 m: 6º nel 2013.
- Miglior piazzamento nella Coppa del Mondo dei 1000 m: 8º nel 2012.
- 25 podi (11 individuali, 14 a squadre):
  - 8 vittorie (3 individuali, 5 a squadre);
  - 5 secondi posti (2 individuali, 3 a squadre);
  - 12 terzi posti (6 individuali, 6 a squadre).